# Silent Siren
Le Silent Siren (サイレントサイレン?, Sairento Sairen) sono un gruppo musicale femminile giapponese. È stato fondato nel 2010 da modelle amatoriali.

## Storia del gruppo
Conosciute dai loro fan come SaiSai, le Silent Siren hanno pubblicato il loro primo singolo, Sweet Pop! il 14 novembre 2012 e hanno raggiunto la Top 10 della Oricon con 12 singoli e 3 album. Il 17 gennaio 2015, le Silent Siren hanno avuto il loro primo spettacolo al Nippon Budokan, diventando così il gruppo di ragazze più veloci ad esibirsi lì dal loro debutto.

## Formazione
| Nome d'arte            | Nome reale                     | Data di nascita  | Provenienza         | Ruolo          |
| ---------------------- | ------------------------------ | ---------------- | ------------------- | -------------- |
| Suu (すぅ?)            | Sumire Yoshida (吉田 菫?)      | 28 dicembre 1992 | Fukushima, Giappone | Voce, chitarra |
| Hinanchu (ひなんちゅ?) | Hinako Umemura (梅村 妃奈子?)  | 13 marzo 1991    | Tokyo, Giappone     | Batteria       |
| Ainyan (あいにゃん?)   | Aina Yamauchi (山内 あいな?)   | 3 luglio 1988    | Kanagawa, Giappone  | Basso          |
| Yukarun (ゆかるん?)    | Yukako Kurosaka (黒坂 優香子?) | 6 giugno 1989    | Saitama, Giappone   | Tastiera       |

## Discografia

### Singoli
| Anno | Titolo                                  | Classifica Settimanale Singoli della Oricon |
| ---- | --------------------------------------- | ------------------------------------------- |
| 2012 | Sweet Pop!                              | 23                                          |
| 2013 | Stella                                  | 19                                          |
| 2013 | Bīsan                                   | 10                                          |
| 2013 | I×U                                     | 9                                           |
| 2014 | Lucky Girl (ラッキーガール?)            | 6                                           |
| 2014 | BANG!BANG!BANG!                         | 10                                          |
| 2014 | Koi Yuki (恋い雪?)                      | 10                                          |
| 2015 | KAKUMEI                                 | 8                                           |
| 2015 | Hapimari (ハピマリ?)                    | 8                                           |
| 2015 | Hachigatsu no Yoru (八月の夜?)          | 8                                           |
| 2015 | alarm                                   | 5                                           |
| 2017 | Fujiyama Disco (フジヤマディスコ?)      | 5                                           |
| 2017 | AKANE/Awa Awa (AKANE/あわあわ?)         | 8                                           |
| 2017 | Just Meet (ジャストミート?)             | 6                                           |
| 2018 | 19 summer note.                         | 14                                          |
| 2018 | Go Way!                                 | 12                                          |
| 2019 | NO GIRL NO CRY                          | 18                                          |
| 2020 | Kikasete wow wow wo(聞かせてwow wowを)  |                                             |
| 2020 | Up To You(feat. 愛美 from Poppin’Party) |                                             |
| 2020 | Answer                                  |                                             |

#### Singoli digitali
| Anno | Titolo                                  |
| ---- | --------------------------------------- |
| 2012 | Want Chu (want CHU♡?)                   |
| 2015 | Wakamono Kotoba (ワカモノコトバ?)       |
| 2018 | Tenkaippin no Theme (天下一品のテーマ?) |
| 2019 | Shigatsu no Kaze (四月の風)             |

### Album

#### Mini-album
| Anno | Titolo                 | Classifica Settimanale Album della Oricon |
| ---- | ---------------------- | ----------------------------------------- |
| 2012 | Saisai (サイサイ?)     | 179                                       |
| 2012 | Love Shiru (ラブシル?) | 193                                       |
| 2019 | HERO                   |                                           |

#### Album in studio
| Anno | Titolo                             | Classifica Settimanale Album della Oricon |
| ---- | ---------------------------------- | ----------------------------------------- |
| 2013 | Start (Start→?)                    | 16                                        |
| 2014 | 31 Wonderland                      | 4                                         |
| 2015 | Silent Siren (サイレントサイレン?) | 7                                         |
| 2016 | S                                  | 3                                         |
| 2017 | GIRLS POWER                        | 6                                         |
| 2019 | 31313                              | 7                                         |
| 2020 | mix10th                            |                                           |

## Videografia
| Anno | Titolo                                                                                                | Classifica Settimanale DVD della Oricon |
| ---- | --- | --------------------------------------- |
| 2014 | Silent Siren Music Clips I                                                                            | 27                                      |
| 2014 | Silent Siren Live Tour 2013 Fuyu ~Saisai Issaisai Konosai Asobi ni Kichainasai~ @Zepp DiverCity Tokyo | 19                                      |
| 2015 | Silent Siren Live Tour 2014→2015 Fuyu ~Budoukan e GO! Siren GO!~ @Nippon Budokan                      | 19                                      |
| 2015 | Saisai TV! Ocha no Musume Saisai ~ Watashitachi Girls Band desu ga...                                 | 14                                      |
| 2016 | Silent Siren 2015 Nenmatsu Special Live “Kakugo to Chousen                                            | 9                                       |
| 2016 | Silent Siren Live Tour 2016 S no Tame ni S wo Nerae! Soshite Subete ga S ni Naru @Yokohama Arena      | 34                                      |
| 2018 | 5th ANNIVERSARY SILENT SIREN LIVE TOUR 2017 “Shinsekai” Nippon Budokan ~Kiseki~                       | 9                                       |
| 2018 | Tenkaippin presents SILENT SIREN LIVE TOUR 2018 ~“Girls will be Bears” TOUR~ @Toyosu PIT              | 7                                       |
| 2019 | Silent Siren Live Tour 2019[31313] - Sai Sai Kessei 10 Nen Me Datte Yo                                | 12                                      |